# Malinao (Aclán)
Malinao es un municipio filipino de cuarta clase, perteneciente a la provincia de Aclán, en las Bisayas Occidentales.

## Historia
Hacia mediados del siglo XIX, el lugar, por entonces perteneciente a la provincia de Cápiz, tenía contabilizada una población de 10 242 habitantes, repartidos en 1400 casas. Aparece descrito en el segundo volumen del Diccionario geográfico, estadístico, histórico de las Islas Filipinas (1851) de Manuel Buzeta Núñez y Felipe Bravo con las siguientes palabras:

MALINAO: pueblo con cura y gobernardorcillo, en la isla de Panay, prov. de Capiz, dióc. de Cebú; sit. en los 126° 48' long,, 11° 38' 40" lat., en terreno llano, á la orilla derecha de un rio y clima cálido. Su vecindario alcanza á unas 1,400 casas, inclusas las de su visita Libacao, siendo de ellas las principales la parroquial y la de comunidad donde está la cárcel. Hay una escuela pagada de los fondos de comunidad, y una igl. parr. de mediana fábrica, servida por un cura secular. Confina el term. por N. con el de Ibajay; por S. con el de Calibo; por N. O. con el de Macato, y por E. con el mar. Su terreno es fértil y produce mucho arroz, algun algodon, abacá, ajonjoli, caña dulce, varias clases de legumbre, mangas, cocos y otras frutas. ind.: ademas de la agricultura se dedican algunos á la caza y á la pesca, y las mugeres á la fabricacion de varias telas que les sirven para los usos domésticos. pobl. 10,242 alm. con las de su visita Libacao, y en 1845 pagaba 1,550 trib., que hacen 15,500 rs. plata, equivalentes á 38,750 rs. vn.
(Buzeta y Bravo, 1851, p. 204)

En 2020, tenía censados 24 517 habitantes.